# Argia talamanca
Argia talamanca là một loài chuồn chuồn kim trong họ Coenagrionidae.
Argia talamanca được Calvert miêu tả khoa học năm 1907.